# Il colore del fuoco
Il colore del fuoco (Substance of Fire) è un film del 1997 diretto da Daniel J. Sullivan e interpretato da Tony Goldwyn, Timothy Hutton, Ron Rifkin e Sarah Jessica Parker. Il film ha ricevuto una nomination al Deauville Film Festival per la miglior regia.

## Trama
Isaac Geldhart è un sopravvissuto dell'olocausto, ed è determinato a scrivere un testo per rivelare le atroci sperimentazioni fatte dai nazisti durante la guerra.

## Riconoscimenti
- Candidatura al Deauville Film Festival per la regia
- National Board of Review vinto per eccellenza nel cinema[1]